# Myrmotherula iheringi
Myrmotherula iheringi là một loài chim trong họ Thamnophilidae.